# 라바 (애니메이션)
《라바》(영어: Larva)는 투바 엔터테인먼트와 시너지미디어 그리고 KBS가 제작한 옴니버스 형식의 애니메이션이다. 90초에서 100초 가량의 분량으로 제작되어 대사보다는 캐릭터의 행동으로 이야기를 전개한다. 뽀롱뽀롱 뽀로로 이후 아동 대상 캐릭터 시장에서 우위를 차지했다.
감독인 맹주공은 순수 미술을 전공했으나 이후 애니메이션을 제작하게 되었다. 그는 애니메이션을 통해 자신이 추구하는 소통을 진행할 수 있다고 보았다. 그는 라바를 제작하는 데 《니모를 찾아서》나 《몬스터 주식회사》 같은 애니메이션이 영향을 주었다고 언급했다. 애니메이션을 구상하면서 고려했던 중요한 조건은 캐릭터이며 저예산으로 제작되어야 한다는 것이었다. 그러한 과정에서 하수구에서 두 마리 애벌레가 동거동락하는 이야기를 생각해내었다. 초기 라바는 3D가 아닌 2D 애니메이션으로 제작되었는데, 좋은 반응을 얻어 3D로 제작하게 되었다. 2D 애니메이션으로 제작된 작품 중 한 편은 3D로도 제작되었는데, 라바 시즌1 1화인 <아이스크림>편은 이 때의 애니메틱을 3D로 제작한 것이다. 어떤 한 인물의 서사에 집중하는 묘사보다는 단순하고 귀여운 면을 부각하기 위해 의도적으로 레드와 옐로우라는 이름을 붙였다. 그는 웃음을 주면서도 단순한 이미지를 전달하고 싶어 애벌레를 등장인물로 사용했다고 언급했다.
기존에 3명으로 시작했던 투바 엔터테인먼트는 이 애니메이션을 제작하며 30명 규모로 성장하였다. 기획팀에서 미술과 제작, 스토리보드를 담당하는데 콘티를 2D와 3D 모두 제작하며 한 사람이 맡았다. 감독인 맹주공은 흐름과 중요한 부분들을 다듬고 조율하는 역할을 수행했다. 라바가 상업적으로 성공하자 감독은 라바를 극장판으로 제작하는 것을 고민하며 <거칠고 거친 세상>편을 제작했다. 이야기의 배경이 되었던 기존의 하수구에서 벗어나 카메라 워크를 하수구 밖으로 이동시켜 더욱 다이나믹한 연출을 시도한 것이다.

## 등장인물
- 레드
- 옐로우
- 핑크
- 브라운
- 블랙
- 레인보우
- 바이올렛
- 블루

## 성우
- 옐로우, 레드, 척, 그 외 인물들: 홍범기
- 망고: 강시현
- 부비: 안효민

## 제작진

### 1기
- 총괄 프로듀서 : 안성재, 강유신
- 감독 : 맹주공
- 프로듀서 : 김기태, 김지나
- 보조 프로듀서 : 알렉스 성, 캐서린 윤
- 스토리보드 : 안병욱, 김대범, 강민성
- 캐릭터 디자인 : 안병욱, 이만중
- 배경 디자인 : 박용하
- 모델링 슈퍼바이저 : 윤중조
- 리깅 슈퍼바이저 : 한중수
- 리깅 어시스턴트 : 우정우
- 애니메이션 슈퍼바이저 : 조현철, 김영민
- 애니메이션 : 나중철, 김혜진, 천영철, 이수정, 이창용, 고은정, 황수진, 금동호, 심우엽, 한상수
- 라이팅 렌더링 합성 슈퍼바이저 : 윤중조
- 라이팅 렌더링 합성 어시스턴트 : 허민, 박상혁
- 에프엑스 슈퍼바이저 : 박재현
- 에프엑스 어시스턴트 : 이상협
- 편집 : * 사운드 : 그레이트 박
- 성우 : 홍범기
- 레코딩 · 제작 지원 : 서울애니메이션센터
- 투자 : BMC 인베스트먼트 KBS
- 배급 : 시너지 미디어
- 제작 : 투바 엔터테인먼트

### 2기
기획 · 제작
- 제작 책임 : 김광용, 이상구
- 프로듀서 : 이순주, 장문석
- 감독 : 맹주공
- 조감독 : 황원철
- 기획 매니저 : 김민우
- 스토리보드 슈퍼바이저 : 안병욱
- 스토리보드 : 강민성, 안승익, 김지연, 장헌민
- 아트 디렉터 : 이선희
- 캐릭터 디자인 : 이만중, 박윤형, 안병욱
- 배경 디자인 : 이만중, 박윤형
- 제작 매니저 : 방금영
- 모델링 슈퍼바이저 : 김예리
- 모델링 : 주영문, 이준호
- 리깅 : 허빈

메인 프로덕션
- 애니메이션 슈퍼바이저 : 조용철
- 애니메이터 : 안용구, 기경자, 이민영, 오준헌, 김혜연, 김병선
- 이펙트 슈퍼바이저 : 윤정경
- 라이팅 · 렌더링 · 합성 슈퍼바이저 : 박상혁
- 라이팅 · 렌더링 : 김예지

포스트 프로덕션
- 사운드 슈퍼바이저 : 그레이트 박
- 목소리 출연 : 홍범기
- 주제가 : 시모

마케팅 · 관리
- 마케팅 매니저 : 전준수
- 국내 마케팅 매니저 : 차수정
- 국내 마케팅 : 박성태, 주성미, 김민애
- 해외 마케팅 매니저 : 배창일
- 시스템 매니저 : 김선웅
- 상품화 디자인 매니저 : 김용길
- 상품화 디자인 : 오선화, 박태성, 이현주, 고은정, 이시내
- 경영 지원 : 김낙용, 강병필, 연미정

제작 협력 · 지원
- 제작 협력 : 네온 크리에이션, 스튜디오 다르다, 에이비전 애니메이션 스튜디오, 원스 스튜디오, KBS 미디어
- 제작 지원 : 한국콘텐츠진흥원
- 제작 투자 : SK브로드밴드, BMC 인베스트먼트, KBS

### 4기
제작지원: 넷플릭스

## 음악
- 시즌 1
  - 에피소드 18(고치 1): 프레데리크 쇼팽, 《녹턴 20번》
  - 에피소드 72(거미): 안토닌 드보르자크, 《유머레스크 작품번호 101》 중 제7번 내림 사장조(편곡)
  - 에피소드 77(방귀): 요한 제바스티안 바흐, 《관현악 모음곡 3번 라장조 바흐 작품 번호 1068》 중 아리아
  - 에피소드 81(달밤의 왈츠): 요한 슈트라우스 2세, 영화 알라딘 중 《아름답고 푸른 도나우》
  - 에피소드 85(칠리쇼): 주세페 베르디, 오페라 《라 트라비아타》 제1막 2장 중 '축배의 노래'
  - 에피소드 93(백조의 호수): 표트르 차이콥스키, 발레 《백조의 호수》 제2막 중 '정경'
    - 시즌 3 에피소드 71(패션쇼)에서 블랙이 패션쇼를 할 때 동일한 음악이 쓰였음

  - 에피소드 97(화재): 게오르크 프리드리히 헨델, 《메시아》 제2부의 제7장면 중 '할렐루야'
  - 에피소드 99(물쇼): 요하네스 브람스, 《헝가리 무곡》 중 제5번(관현악 편곡)
- 시즌 2
  - 에피소드 30(화장실): 표트르 차이콥스키, 《피아노 협주곡 1번》 중 1악장
  - 에피소드 35(빙벽): 루트비히 판 베토벤, 《교향곡 9번 라단조 '합창'》 중 4악장
    - 시즌 3 에피소드 10(급류)에서도 동일한 음악이 쓰였음

  - 에피소드 38(오페라): 조르주 비제, 오페라 《카르멘》 제2막 중 '투우사의 노래'
  - 에피소드 44(골든 브라운)
    - 레드와 옐로우가 세수하는 장면: 안토니오 비발디, 《사계》 중 봄 3악장
    - 레드와 옐로우가 브라운을 씻기려고 하는 장면: 루트비히 판 베토벤, 《교향곡 5번》 중 1악장(부분 편곡)
    - 골든 브라운이 집밖으로 나가는 장면: 루트비히 판 베토벤, 《교향곡 5번》 중 4악장

  - 에피소드 47(고치): 요한 제바스티안 바흐, 《무반주 첼로 모음곡 1번 사장조 바흐 작품 번호 1007》 중 미뉴에트 1
  - 에피소드 50~52(거칠고 거친 세상): 표트르 차이콥스키, 《바이올린 협주곡》 중 1악장
- 시즌 3
  - 에피소드 30(캉캉): 자크 오펜바흐, 오페레타 《지옥의 오르페우스》 중 '캉캉'

## 뮤지컬
- 2014년에 제작되었었으며, 제작사는 DS뮤지컬컴퍼니였다.

## 관련 논문
- 김회광·최유림·이지은, 〈애니메이션에서 나타난 유희적 표현과 비언어 커뮤니케이션 연구 -단편 애니메이션 ‘라바’를 중심으로-〉, 《디자인지식저널》 22, 한국디자인지식학회, 2012년 6월